# Giovanni Maria Benzon
Giovanni Maria Benzon (talvolta anche Benzoni; Venezia, 6 marzo 1670 – Roma, 8 gennaio 1757) è stato un arcivescovo cattolico italiano.

## Biografia
Nacque a Venezia da Giovanni Benzon "di San Vidal", mercante di origine bergamasca che nel 1685 ottenne per sé e i suoi discendenti il titolo di patrizio.
Ordinato sacerdote il 30 giugno 1715, fu nominato vescovo di Chioggia il 2 marzo 1733, ricevendo la consacrazione episcopale il 15 marzo successivo dalle mani del cardinale Pietro Ottoboni.
Il 12 giugno 1744 rassegnò le dimissioni. Si trasferì dunque a Roma dove continuò a ricoprire cariche di prestigio: l'11 settembre 1754 fu innalzato alla dignità arcivescovile e gli venne assegnata la sede titolare di Nazianzo; fu inoltre assistente al soglio pontificio.
Morì a Roma e fu sepolto nella chiesa di San Silvestro al Quirinale.

## Genealogia episcopale
La genealogia episcopale è:
- Cardinale Scipione Rebiba
- Cardinale Giulio Antonio Santori
- Cardinale Girolamo Bernerio, O.P.
- Arcivescovo Galeazzo Sanvitale
- Caridnale Ludovico Ludovisi
- Cardinale Luigi Caetani
- Cardinale Ulderico Carpegna
- Cardinale Paluzzo Paluzzi Altieri degli Albertoni
- Papa Benedetto XIII
- Cardinale Pietro Ottoboni
- Arcivescovo Giovanni Maria Benzon